# Stade Lomipeau
Stade Lomipeau – stadion piłkarski w Mata Utu na Wallis i Futunie. Jest obecnie używany głównie do meczów piłki nożnej. Swoje mecze rozgrywa na nim drużyna piłkarska Lomipeau FC.